# Lago Michigan-Huron
Il lago Michigan-Huron (anche Huron-Michigan) è una massa d'acqua che combina il lago Michigan ed il lago Huron, che si uniscono attraverso lo stretto di Mackinac, largo 8 km e profondo 37 metri. Huron e Michigan costituiscono idrologicamente un singolo lago poiché il flusso dell'acqua attraverso lo stretto mantiene il livello delle loro acque in equilibrio complessivo. Anche se il flusso è generalmente in direzione est, le acque si muovono in entrambe le direzioni a seconda delle condizioni locali. Considerati insieme, il lago Michigan-Huron è il lago di acqua dolce più esteso al mondo. Il lago Superiore è più esteso dei due laghi presi individualmente, pertanto è considerato il maggiore dei Grandi Laghi quando il lago Michigan e Huron sono considerati separatamente. 
Il lago Michigan-Huron si affaccia su due nazioni: Stati Uniti d'America (Michigan, Illinois, Wisconsin ed Indiana) e Canada (Ontario). La capacità stimata del lago è di 8440 km³, mentre la profondità massima è di 281 m sotto la superficie (bacino del lago Michigan), mentre la massima profondità del bacino del lago Huron è di 229 m (sempre rispetto alla superficie), inoltre quest'ultima si trova a 176 m s.l.m., pertanto il lago nasconde due criptodepressioni distinte, nei due bacini diversi (un altro esempio di questo tipo di laghi è il Titicaca). Il principale immissario è il fiume Saint Marys, proveniente dal lago Superiore, mentre il principale emissario è il Saint Clair, che lo collega al lago Saint Clair, a sua volta collegato al lago Erie dal principale emissario, il fiume Detroit.
Le principali città affacciate sul lago sono:
- Michigan: Holland, Muskegon, Bay City, Alpena, Sheboygan;
- Illinois: Chicago, Evanston;
- Wisconsin: Milwaukee;
- Indiana: Gary;
- Ontario: Midland, Collingwood, Port Huron, Goderich, Sarnia.

## Storia geologica
Durante l'ultima era glaciale la dimensione e la connessione tra i due bacini lacustri subì grandi modifiche nel tempo; l'avanzare ed il ritirarsi del ghiacciaio Laurentide aprì e sbarrò ripetutamente possibili sbocchi dall'area, e riversò grandi variabili quantità di acque di fusione nel sistema. Diversi laghi proglaciali si formarono in vari luoghi e configurazioni, mentre il ghiacciaio avanzava e si ritirava. In diversi momenti, quello che oggi è il lago Michigan-Huron era chiaramente separato in due o più laghi, ed in altri momenti costituita un unico lago, più profondo.

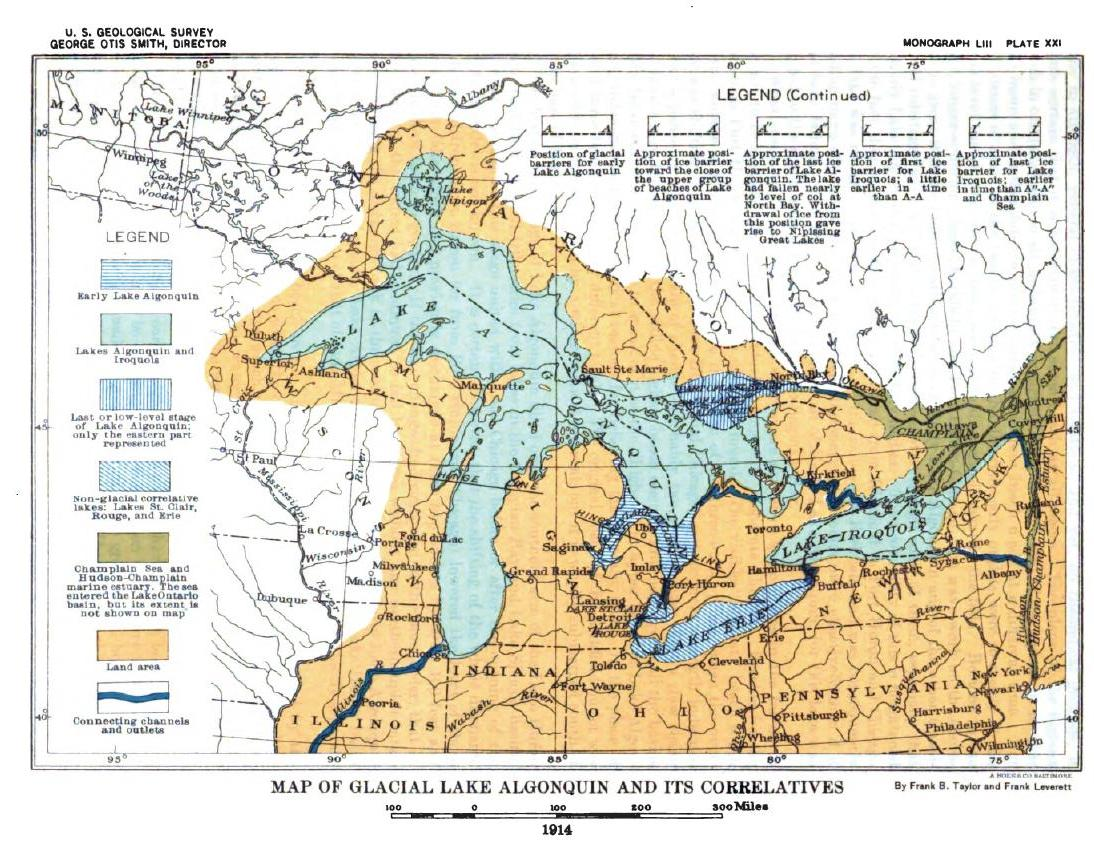
Il lago glaciale Algonquin e i suoi correlati, circa 11000 anni fa

Nel 9000 avanti Cristo, mentre il ghiacciaio si ritirava, gli attuali laghi Huron, Michigan e gran parte del Superiore, costituivano un unico lago conosciuto ai geologi come lago Algonquin; i ghiacciai sbarrarono il lago Algonquin a nord-est. In precedenza, il lago Chicago occupava la parte meridionale del bacino del lago Michigan, al margine meridionale del ghiacciaio. I laghi Algonquin e Chicago scaricavano le proprie acque verso sud, nel bacino del fiume Mississippi. Circa 9500 anni fa, il ritirarsi del ghiacciaio aprì nuovi sbocchi per il lago verso est, ed il lago Stanley preglaciale (precursore del lago Huron) fu separato dal lago Chippewa preglaciale (precursore del lago Michigan); il lago Chippewa si trovava ad un livello leggermente più alto. I due erano connessi dall'attualmente sommerso canale Mackinac, che scaricava le acque del lago Stanley nelle cascate Mackinac. Le deformazioni continue della terra causate dal rimbalzo post glaciale e dal ritiro dei ghiacciai, continuarono a modificare la struttura della regione, permettendo la riunificazione di tutti e tre i bacini (Superiore, Michigan e Huron), e dei Grandi Laghi Nipissing. Questa situazione rimase stabile probabilmente per più di 1000 anni, terminando solo quando gli emissari dei laghi (tranne il Saint Clair) furono sbarrati circa 4000 anni fa. L'attuale configurazione dei laghi riflette l'ultimo passo di una lunga storia della loro evoluzione post-glaciale.